# Deutsche Straßen-Radmeisterschaften

Deutsches Meistertrikot

Die Deutschen Straßen-Radmeisterschaften finden jährlich statt und werden vom Bund Deutscher Radfahrer ausgetragen. Veranstaltet werden Wettbewerbe im Straßenrennen, Einzelzeitfahren und die deutschen Bergmeisterschaften.
Das Profil der Straßenrennstrecken ist von Jahr zu Jahr unterschiedlich, so dass Sprinter, aber auch Rouleure eine Chance haben, einmal deutscher Meister zu werden. Die Rennen werden meist auf einem Rundkurs ausgetragen, so dass mehrmals dieselbe Strecke gefahren werden muss. Straßenrennen und Zeitfahren finden zum Teil an unterschiedlichen Orten statt.
In den Jahren 1914–1918, 1926/27, 1929–1933 und 1942–1945 wurden die Profimeisterschaften der Männer nicht ausgetragen, 1973 musste die Meisterschaft ausfallen. In den Jahren 1974 bis 1986 fanden die Meisterschaften der Profis als Drei-Nationenmeisterschaft gemeinsam mit den Schweizer und Luxemburger Fahrern und von 1987 bis 1994 mit den Schweizer und Liechtensteiner Fahrern statt. Bei der Gestaltung des Meistertrikots (weiß mit schwarz-rot-goldenem Bruststreifen) bleiben dem Träger und dessen Sponsor alle Freiräume offen. So kann das Trikot an die Sponsorenschriftzüge angepasst werden. Zu beachten ist allerdings, dass der deutsche Straßenmeister sein Trikot nur bei Straßenrennen und der Einzelzeitfahrmeister sein Trikot nur bei Einzelzeitfahren tragen darf.
In den Jahren 1992 bis 2004 wurde der Straßenmeistertitel der Männer ausschließlich von Fahrern des Team Telekom bzw. T-Mobile gewonnen. Erst Gerald Ciolek konnte 2005 die Serie brechen.

## Sieger der vergangenen Austragungen

### Seit 1995
| Jahr | Ort                          | Straßenmeister (m)    | Team                         | Straßenmeister (w)  | Team                           | Zeitfahrmeister (m)   | Team                    | Zeitfahrmeister (w) | Team                           |
| ---- | ---------------------------- | --------------------- | ---------------------------- | ------------------- | ------------------------------ | --------------------- | ----------------------- | ------------------- | ------------------------------ |
| 1995 | Sankt Wendel                 | Udo Bölts             | Team Telekom                 | Hanka Kupfernagel   |                                | Jan Ullrich           | Team Telekom            | Hanka Kupfernagel   |                                |
| 1996 | Metzingen                    | Christian Henn        | Team Telekom                 | Viola Paulitz       |                                | Uwe Peschel           |                         | Hanka Kupfernagel   |                                |
| 1997 | Bonn                         | Jan Ullrich           | Team Telekom                 | Hanka Kupfernagel   |                                | Andreas Walzer        |                         |                     |                                |
| 1998 | Rheinfelden                  | Erik Zabel            | Team Telekom                 | Hanka Kupfernagel   |                                | Uwe Peschel           |                         | Judith Arndt        |                                |
| 1999 | St. Wendel                   | Udo Bölts             | Team Telekom                 | Hanka Kupfernagel   |                                | Andreas Walzer        |                         | Judith Arndt        |                                |
| 2000 | Heppenheim                   | Rolf Aldag            | Team Telekom                 | Hanka Kupfernagel   |                                | Michael Rich          | Team Gerolsteiner       | Hanka Kupfernagel   |                                |
| 2001 | Bad Dürrheim                 | Jan Ullrich           | Team Telekom                 | Petra Rossner       |                                | Thomas Liese          | Team Nürnberger         | Judith Arndt        | Saturn Cycling Team            |
| 2002 | Bühl                         | Danilo Hondo          | Team Telekom                 | Judith Arndt        | Saturn Cycling Team            | Uwe Peschel           | Team Gerolsteiner       | Hanka Kupfernagel   | Equipe Nürnberger              |
| 2003 | Spalt                        | Erik Zabel            | Team Telekom                 | Trixi Worrack       |                                | Michael Rich          | Team Gerolsteiner       | Judith Arndt        | Equipe Nürnberger              |
| 2004 | Freiburg                     | Andreas Klöden        | Team T-Mobile                | Petra Rossner       |                                | Michael Rich          | Team Gerolsteiner       | Judith Arndt        | Equipe Nürnberger              |
| 2005 | Mannheim                     | Gerald Ciolek         | Team Akud Arnolds Sicherheit | Regina Schleicher   |                                | Michael Rich          | Team Gerolsteiner       | Judith Arndt        | Equipe Nürnberger              |
| 2006 | Klingenthal/ Forst (Lausitz) | Dirk Müller           | Team Target-Exist-Spiuk      | Claudia Häusler     |                                | Sebastian Lang        | Team Gerolsteiner       | Charlotte Becker    | Equipe Nürnberger              |
| 2007 | Wiesbaden/ Rostock           | Fabian Wegmann        | Team Gerolsteiner            | Luise Keller        | Team Flexpoint                 | Bert Grabsch          | Team T-Mobile           | Hanka Kupfernagel   | Team Focus                     |
| 2008 | Bochum/ Luckau               | Fabian Wegmann        | Team Gerolsteiner            | Luise Keller        | Team-Columbia-Frauenteam       | Bert Grabsch          | Team High Road          | Hanka Kupfernagel   | Itera                          |
| 2009 | Cottbus                      | Martin Reimer         | Cervélo TestTeam             | Ina-Yoko Teutenberg | Team-Columbia-Frauenteam       | Bert Grabsch          | Team Columbia-High Road | Trixi Worrack       | Equipe Nürnberger              |
| 2010 | Sangerhausen                 | Christian Knees       | Team Milram                  | Charlotte Becker    | Cervélo TestTeam               | Tony Martin           | Team HTC Columbia       | Judith Arndt        | Team HTC-Columbia Women        |
| 2011 | Neuwied                      | Robert Wagner         | Team Leopard Trek            | Ina-Yoko Teutenberg | HTC Highroad Women             | Bert Grabsch          | HTC-Highroad            | Judith Arndt        | HTC Highroad Women             |
| 2012 | Grimma/ Zwenkau              | Fabian Wegmann        | Garmin-Barracuda             | Judith Arndt        | GreenEdge-AIS                  | Tony Martin           | Omega Pharma-Quick Step | Judith Arndt        | Orica-AIS                      |
| 2013 | Wangen im Allgäu             | André Greipel         | Lotto Belisol                | Trixi Worrack       | Specialized-lululemon          | Tony Martin           | Omega Pharma-Quick Step | Lisa Brennauer      | Specialized-lululemon          |
| 2014 | Baunatal/ Edermünde          | André Greipel         | Lotto Belisol                | Lisa Brennauer      | Specialized-lululemon          | Tony Martin           | Omega Pharma-Quick Step | Lisa Brennauer      | Specialized-lululemon          |
| 2015 | Bensheim                     | Emanuel Buchmann      | Bora-Argon 18                | Trixi Worrack       | Velocio-SRAM                   | Tony Martin           | Etixx-Quick Step        | Mieke Kröger        | Velocio-SRAM                   |
| 2016 | Streufdorf/ Erfurt           | André Greipel         | Lotto Soudal                 | Mieke Kröger        | Canyon SRAM                    | Tony Martin           | Etixx-Quick Step        | Trixi Worrack       | Canyon//SRAM Racing            |
| 2017 | Chemnitz                     | Marcus Burghardt      | Bora-hansgrohe               | Lisa Klein          | Cervélo Bigla Pro Cycling Team | Tony Martin           | Team Katusha Alpecin    | Trixi Worrack       | Canyon//SRAM Racing            |
| 2018 | Einhausen                    | Pascal Ackermann      | Bora-hansgrohe               | Liane Lippert       | Team Sunweb                    | Tony Martin           | Team Katusha Alpecin    | Lisa Brennauer      | Wiggle High5                   |
| 2019 | Sachsenring/ Spremberg       | Maximilian Schachmann | Bora-hansgrohe               | Lisa Brennauer      | WNT Rotor Pro Cycling Team     | Tony Martin           | Jumbo-Visma             | Lisa Klein          | Canyon SRAM Racing             |
| 2020 | Sachsenring                  | Marcel Meisen         | Alpecin-Fenix                | Lisa Brennauer      | Ceratizit-WNT Pro Cycling Team |                       |                         |                     |                                |
| 2021 | Stuttgart                    | Maximilian Schachmann | Bora-hansgrohe               | Lisa Brennauer      | Ceratizit-WNT Pro Cycling Team | Tony Martin           | Jumbo-Visma             | Lisa Brennauer      | Ceratizit-WNT Pro Cycling Team |
| 2022 | Sauerland                    | Nils Politt           | Bora-hansgrohe               | Liane Lippert       | Team DSM                       | Lennard Kämna         | Bora-hansgrohe          | Lisa Brennauer      | Ceratizit-WNT Pro Cycling Team |
| 2023 | Donaueschingen/ Bad Dürrheim | Emanuel Buchmann      | Bora-hansgrohe               | Liane Lippert       | Movistar Team Women            | Nils Politt           | Bora-hansgrohe          | Mieke Kröger        | Human Powered Health           |
| 2024 | Donaueschingen/ Bad Dürrheim | Marco Brenner         | Tudor Pro Cycling Team       | Franziska Koch      | Team dsm-firmenich PostNL      | Nils Politt           | UAE Team Emirates       | Mieke Kröger        | RV Teutoburg Brackwede         |
| 2025 | Linden/Ramstein-Miesenbach   | Georg Zimmermann      | Intermarché-Wanty            | Franziska Koch      | dsm-firmenich PostNL           | Maximilian Schachmann | Soudal Quick-Step       | Antonia Niedermaier | Canyon//SRAM zondacrypto       |

### Vor 1995: Sieger bei den Männern – Profis und Amateure
| Jahr | Straßenmeister Profis | Straßenmeister Amateure | Jahr | Straßenmeister Profis | Straßenmeister Amateure   |
| ---- | --------------------- | ----------------------- | ---- | --------------------- | ------------------------- |
| 1913 | Ernst Franz           |                         | 1957 | Franz Reitz           | Friedhelm Fischerkeller   |
| 1919 | Richard Golle         |                         | 1958 | Klaus Bugdahl         | Friedhelm Fischerkeller   |
| 1920 | Paul Koch             | Hermann Klinke          | 1959 | Hennes Junkermann     | Günter Tüller             |
| 1921 | Adolf Huschke         | Mathias Schlembach      | 1960 | Hennes Junkermann     | Klaus Nadler              |
| 1922 | Richard Huschke       | Mathias Schlembach      | 1961 | Hennes Junkermann     | Karl-Heinz Kunde          |
| 1923 | Richard Golle         | Otto Papenfuß           | 1962 | Dieter Puschel        | Winfried Bölke            |
| 1924 | Paul Kohl             | Erich Möller            | 1963 | Sigi Renz             | Winfried Bölke            |
| 1925 | Richard Huschke       | Hans Hundertmarck       | 1964 | Rudi Altig            | Jürgen Goletz             |
| 1926 |                       | Alfred Schmidt          | 1965 | Winfried Bölke        | Wilfried Peffgen          |
| 1927 |                       | Heinrich Keßmeier       | 1966 | Winfried Bölke        | Paul Unterkircher         |
| 1928 | Felix Manthey         | Karl Koch               | 1967 | Winfried Bölke        | Jürgen Walter             |
| 1929 |                       | Rudolf Risch            | 1968 | Rolf Wolfshohl        | Burkhard Ebert            |
| 1930 |                       | Walter Hoffmann         | 1969 | Peter Glemser         | Michael Becker            |
| 1931 |                       | August Brandes          | 1970 | Rudi Altig            | Erwin Derlick             |
| 1932 |                       | Fritz Scheller          | 1971 | Jürgen Tschan         | Dieter Leitner            |
| 1933 |                       | Jupp Arents             | 1972 | Wilfried Peffgen      | Alfred Gaida              |
| 1934 | Kurt Stöpel           | Sebastian Krückl        | 1973 |                       | Burckhard Bremer          |
| 1935 | Bruno Roth            | Berthold Böhm           | 1974 | Günter Haritz         | Klaus-Peter Thaler        |
| 1936 | Georg Umbenhauer      | Fritz Scheller          | 1975 | Dietrich Thurau       | Wilfried Trott            |
| 1937 | Erich Bautz           | Fritz Scheller          | 1976 | Dietrich Thurau       | Klaus-Peter Thaler        |
| 1938 | Jupp Arents           | Herbert Schmidt         | 1977 | Jürgen Kraft          | Wilfried Trott            |
| 1939 | Walter Löber          | Ludwig Hörmann          | 1978 | Gregor Braun          | Friedrich von Loeffelholz |
| 1940 | Georg Stach           | Karl Kittsteiner        | 1979 | Hans-Peter Jakst      | Peter Kehl                |
| 1941 | Erich Bautz           | Franz Bronold           | 1980 | Gregor Braun          | Hans Neumayer             |
| 1942 |                       | Ludwig Hörmann          | 1981 | Hans Neumayer         | Reimund Dietzen           |
| 1943 |                       | Harry Saager            | 1982 | Hans Neumayer         | Dieter Burkhardt          |
| 1944 |                       | Rudi Mirke              | 1983 | Gregor Braun          | Dieter Flögel             |
| 1946 | Karl Kittsteiner      |                         | 1984 | Reimund Dietzen       | Thomas Freienstein        |
| 1947 | Georg Voggenreiter    | Heinrich Rühl           | 1985 | Rolf Gölz             | Michael Schenk            |
| 1948 | Otto Schenk           | Eugen Hasenforther      | 1986 | Reimund Dietzen       | Werner Stauff             |
| 1949 | Otto Ziege            | Walter Schürmann        | 1987 | Peter Hilse           | Hartmut Bölts             |
| 1950 | Erich Bautz           | Alois Schmid            | 1988 | Hartmut Bölts         | Bernd Gröne               |
| 1951 | Ludwig Hörmann        | Horst Holzmann          | 1989 | Darius Kaiser         | Uwe Winter                |
| 1952 | Ludwig Hörmann        | Walter Becker           | 1990 | Udo Bölts             | Gerhard Dummert           |
| 1953 | Heinz Müller          | Edi Ziegler             | 1991 | Falk Boden            | Steffen Rein              |
| 1954 | Hermann Schild        | Paul Maue               | 1992 | Heinrich Trumheller   | Stephan Gottschling       |
| 1955 | Hans Preiskeit        | Karl Loy                | 1993 | Bernd Gröne           | Bert Dietz                |
| 1956 | Valentin Petry        | Hanns Brinckmann        | 1994 | Jens Heppner          | Dirk Baldinger            |

1990 wurde Olaf Ludwig einziger Profi-Straßenmeister der DDR.

### Vor 1995: Siegerinnen bei den Frauen
| Jahr | Straßenmeisterin      | Jahr | Straßenmeisterin  |
| ---- | --------------------- | ---- | ----------------- |
| 1970 | Ingrid Persohn        | 1983 | Beate Habetz      |
| 1971 | Ingrid Persohn        | 1984 | Sandra Schumacher |
| 1972 | Ursula Bürger         | 1985 | Sandra Schumacher |
| 1973 | Gisela Röhl           | 1986 | Ute Enzenauer     |
| 1974 | Gisela Röhl           | 1987 | Ute Enzenauer     |
| 1975 | Ingrid Weigel-Persohn | 1988 | Ines Varenkamp    |
| 1976 | Marianne Struwe       | 1989 | Viola Paulitz     |
| 1977 | Beate Habetz          | 1990 | Heidi Metzger     |
| 1978 | Beate Habetz          | 1991 | Heidi Metzger     |
| 1979 | Beate Habetz          | 1992 | Viola Paulitz     |
| 1980 | Beate Habetz          | 1993 | Claudia Lehmann   |
| 1981 | Gaby Habetz           | 1994 | Regina Schleicher |
| 1982 | Beate Habetz          |      |                   |